# منشية الكعيبر (المفرق)
منشية الكعيبر منطقة سكنية تقع في لواء البادية الشمالية الغربية، محافظة المفرق في الأردن. تنتمي المنطقة لقضاء سما السرحان الذي يضم 9 مناطق. يقدر عدد سكانها بـ 988 نسمة حسب إحصاء 2015.

## الوصلات الخارجية
- دائرة الاحصاءات العامة